# Meester van het Registrum Gregorii

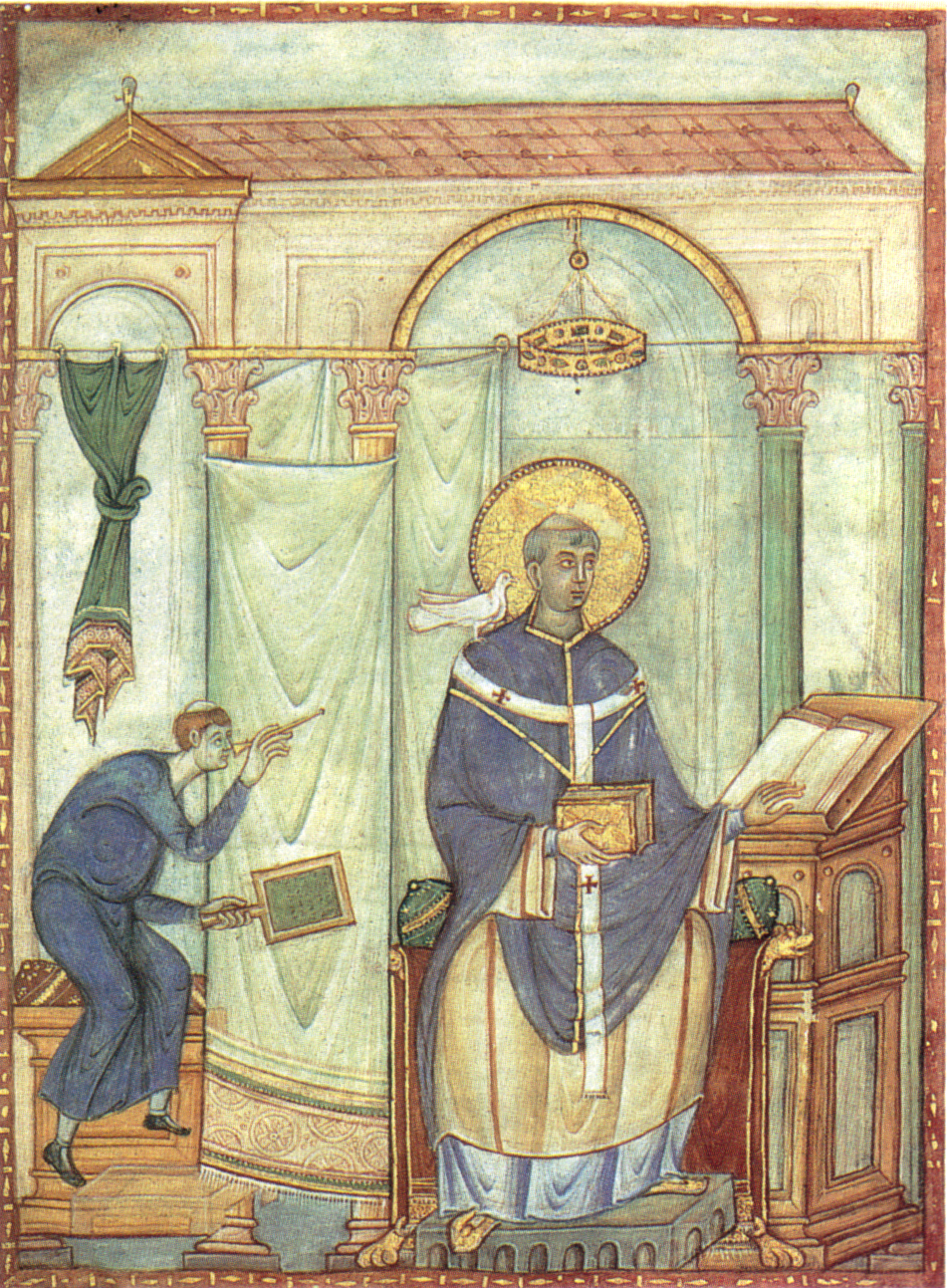
Meester van het Registrum Gregorii: Gregorius de Grote dicteert een tekst geïnspireerd door de H. Geest.

De Meester van het Registrum Gregorii was een anonieme kopiist en miniaturist die gerekend wordt tot de kunstenaars van de Ottoonse renaissance. Hij was actief in Trier tijdens het episcopaat van Egbert van Trier tussen 977 en 993. De meester zou ook in de Abdij van Reichenau gewerkt hebben in de periode van de politieke problemen in verband met de troonsopvolging na de dood van Otto II in 983.
Het Registrum Gregorii bestaat uit een verzameling van brieven van Gregorius de Grote. Onze meester werd genoemd naar het exemplaar dat zich bevindt in de Stadbibliothek van Trier als Hs. 171/1626 waarvan hij een aantal miniaturen zou hebben geschilderd, onder meer de Gregoriusbladzijde, met een afbeelding van Gregorius de Grote, die hierbij getoond wordt. De opdracht voor het werk werd gegeven door Egbert van Trier na de dood van Otto II in 983. De noodnaam kreeg de meester van Arthur Haseloff.
De meester zijn kunst is geworteld in de Karolingische kunst en hij kende blijkbaar ook zeer goed de antieke voorbeelden, en werd er duidelijk door beïnvloed. De meester maakte een synthese tussen de Karolingische  en de Byzantijnse kunst die opgang maakte in de Ottoonse periode. Door werken van zijn hand die beschikbaar zijn geweest in onder meer de abdijen van Echternach en van Lorsch, beïnvloedde hij in grote mate de Ottoonse boekverluchting. Zijn stijl beïnvloedde naast Echternach en Lorsch, de miniatuurkunst van Trier, Reicheau, Keulen en de hele Mosaanse regio.
De Gregoriusmeester wordt ook dikwijls in verband gebracht met ivoorsnijwerk en edelsmeedkunst op basis van stilistische kenmerken, maar hiervan kan niets bewezen worden.

## Identificatie
Er zijn een paar theses gepubliceerd waarin men deze meester met gekende personen identificeert. Carl Nordenfalk stelde voor de meester te vereenzelvigen met Johannes Italicus, die in 993 door keizer Otto III naar Aken werd geroepen voor de schildering van de dom. Maar deze these wordt verworpen door Hartmut Hoffmann, omdat de meester aanwijsbaar voor 996 ten noorden van de Alpen werkzaam was en er geen Italiaanse elementen in zijn stijl aanwijsbaar zijn.
Een tweede hypothese van Theodor K. Kempf, wou de meester identificeren met Benna, die het kruis in de dom van Mainz ontwierp en schilderde, maar ook deze these wordt niet aanvaard omdat Benna zich in de beginperiode van de Gregoriusmeester in Wessex bevond en bovendien niet gedocumenteerd is als boekverluchter.

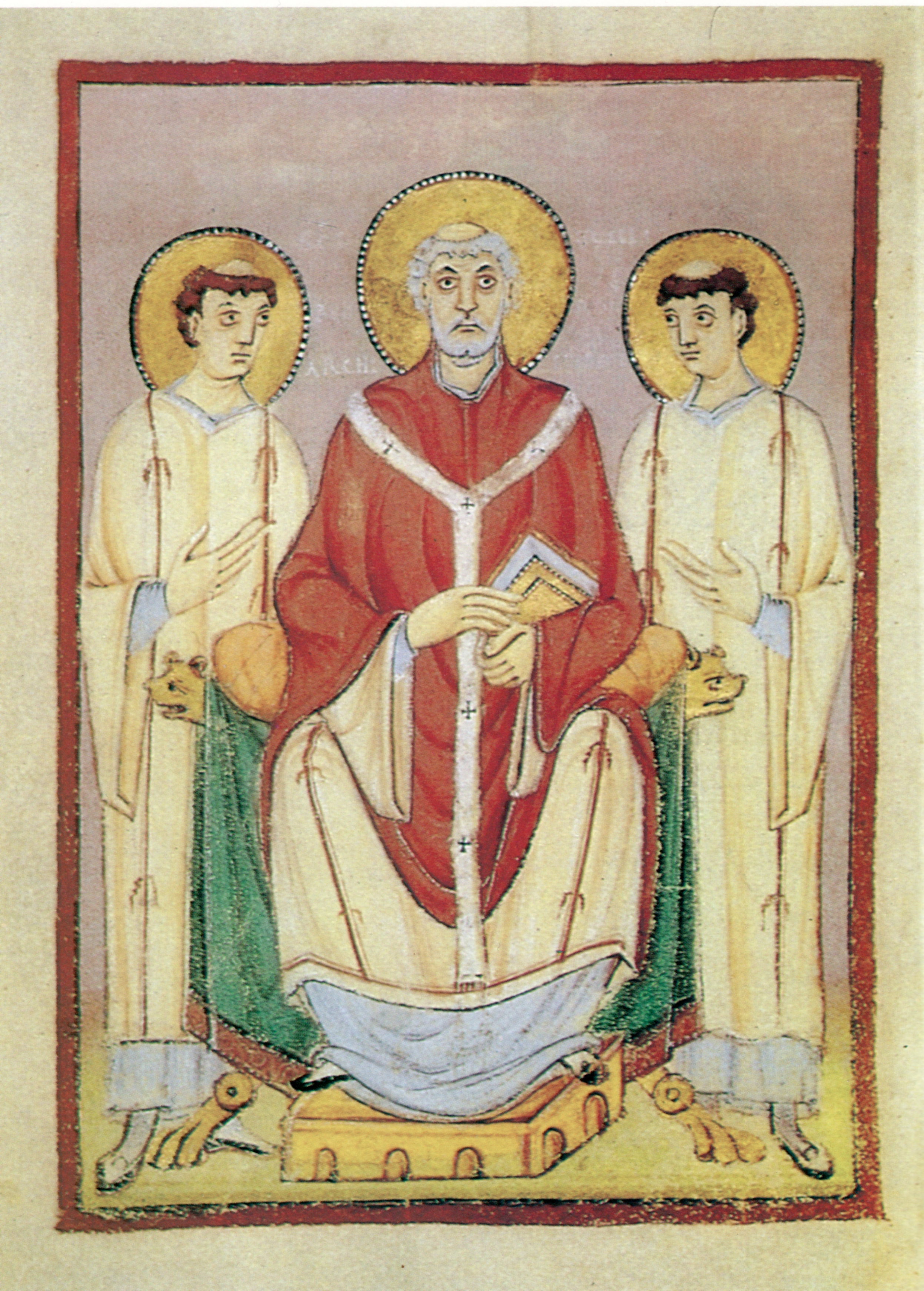
Willibrord, Parijs, Bibliothèque nationale de France, Ms, lat. 10510

## Werken
Hierbij een (onvolledige) lijst van werken van de Meester van het Registrum Gregorii:
- Registrum Gregorii , ca. 980, Trier, Stadbibliothek, Hs. 171/1626
- Losse bladzijde uit het Registrum Gregorii met een portret van Otto II of Otto III, ca. 980, Chantilly, Musée Condé, Ms. 14
- Strahov evangeliarium (versiering en bewerking van een manuscript uit het begin van de 9e eeuw), Praag, Strahov klooster
- Sacramentarium van Trier, ca. 980, Chantilly, Musée Condé, Ms. 40, ex. 1447
- Zeven losse miniaturen uit de Codex Egberti, Trier, Stadbibliothek, Hs. 24, fol. 9v, 10v, 12, 13, 15v, 22, 22v
- Evangeliarium van de  Sainte-Chapelle, ca. 967-983, Parijs, Bibliothèque nationale de France, Ms, lat. 10501
- Proloog, grote versierde Initiaal  en eerste tekstbladzijde van het Kleine psalter van Egbert, Trier, Stadbibliothek, Hs. 7/9
- Verluchting van het Evangeliarium van Otto III, ca. 996, Manchester, John Rylands Library, Ms. 98
- Miniatuur van Marcus, Bibliothek des Priesterseminars St. Peter in het Zwarte Woud
- Miniatuur van Willibrord, Parijs, Bibliothèque nationale de France, Ms, lat. 10510
- Miniatuur van de annunciatie, Würzburg, Universiteitsbibliotheek, M.p.th.q.4a
- Illuminatie van de Huwelijksoorkonde van keizerin Theophanu, Niedersächsisches Landesarchiv, Wolfenbüttel[6]

## Weblinks
- Images by Master of the Registrum Gregorii of Germany--Trier, The university of Manchester Library.
- Codex Egberti, website Faksimile Verlag.